# Miss Universo 2000
Miss Universo 2000, quarantanovesima edizione di Miss Universo, si è tenuta presso l'Eleftheria Stadium di Nicosia, a Cipro il 12 maggio 2000. L'evento è stato presentato da Sinbad, Ali Landry e Julie Moran, mentre gli ospiti della serata sono stati Elvis Crespo, Dave Koz, Montell Jordan ed Anna Vissi. Lara Dutta, Miss India, è stata incoronata Miss Universo 2000 dalla detentrice del titolo uscente, Mpule Kwelagobe del Botswana. Essendo la città di Nicosia, il luogo in cui è nato il personaggio mitologico di Afrodite, la dea greca della bellezza, e con riferimento all'episodio del giudizio di Paride, l'organizzazione ha donato alla vincitrice una mela d'oro.

## Risultati

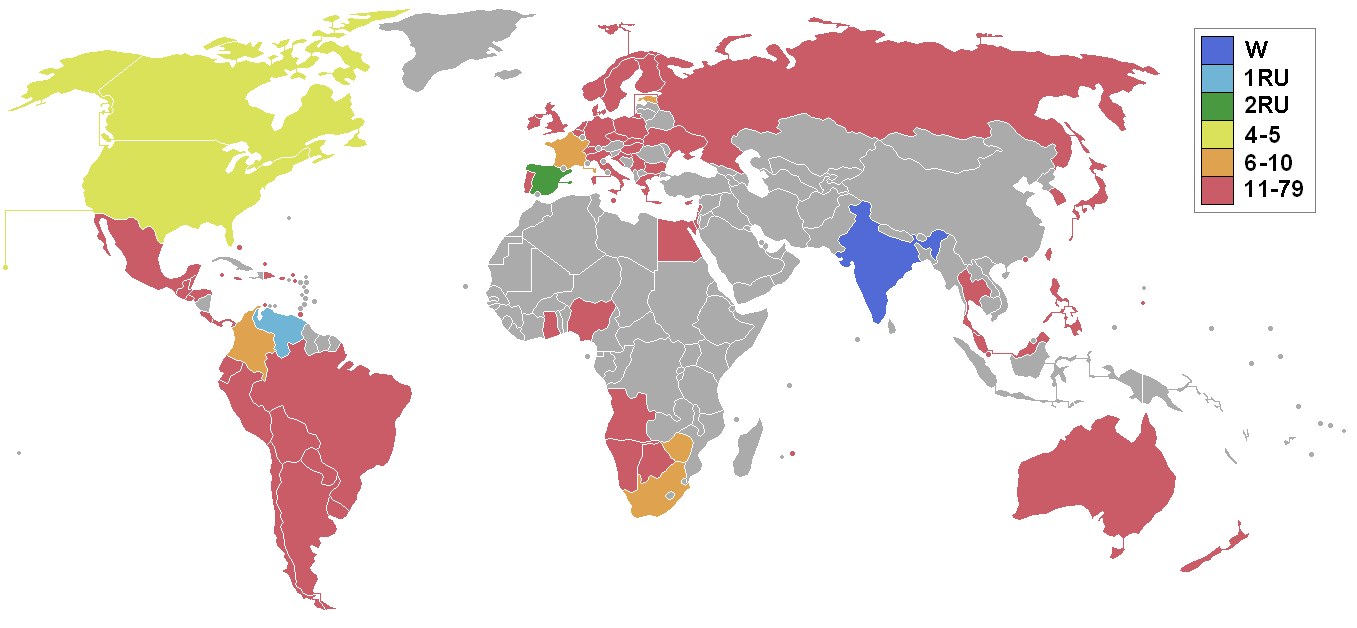
Risultati finali dell'edizione 2000

### Piazzamenti
| Risultato finale   | Concorrente |
| ------------------ | --- |
| Miss Universo 2000 | - India - Lara Dutta |
| 2ª classificata    | - Venezuela - Claudia Moreno |
| 3ª classificata    | - Spagna - Helen Lindes |
| Top 5              | - Canada - Kim Yee - Stati Uniti - Lynnette Cole                                                                                             |
| Top 10             | - Colombia - Catalina Acosta - Estonia - Evelyn Mikomägi - Francia - Sonia Rolland - Sudafrica - Heather Hamilton - Zimbabwe - Corinne Crewe |

### Punteggi alle sfilate finali
Vincitrice
     2ª classificata
     3ª classificata
     Top 5
(#) Posizione in ogni turno della gara
| Nazione     | Costume da bagno | Abito da sera | Media      | Finaliste Top 5 |
| ----------- | ---------------- | ------------- | ---------- | --------------- |
| Venezuela   | 9.370 (2)        | 9.556 (1)     | 9.463 (1)  | 9.000 (3)       |
| India       | 9.440 (1)        | 9.400 (4)     | 9.420 (2)  | 9.954 (1)       |
| Spagna      | 9.070 (5)        | 9.510 (3)     | 9.290 (3)  | 9.213 (2)       |
| Stati Uniti | 9.100 (4)        | 9.240 (5)     | 9.170 (4)  | 8.740 (5)       |
| Canada      | 9.310 (3)        | 8.970 (7)     | 9.140 (5)  | 8.866 (4)       |
| Colombia    | 8.660 (8)        | 9.520 (2)     | 9.090 (6)  |                 |
| Estonia     | 8.900 (6)        | 9.040 (6)     | 8.970 (7)  |                 |
| Zimbabwe    | 8.740 (7)        | 8.940 (8)     | 8.840 (8)  |                 |
| Francia     | 8.600 (9)        | 8.920 (9)     | 8.760 (9)  |                 |
| Sudafrica   | 8.540 (10)       | 8.750 (10)    | 8.645 (10) |                 |

### Riconoscimenti speciali
| Riconoscimento                     | Concorrente                                                              |
| ---------------------------------- | ------------------------------------------------------------------------ |
| Best National Costume              | - India - Lara Dutta - Messico - Letty Murray - Zimbabwe - Corinne Crewe |
| Miss Congeniality                  | - Aruba - Tamara Scaroni                                                 |
| Miss Photogenic                    | - Spagna - Helen Lindes                                                  |
| Oscar de la Renta Best in Swimsuit | - India - Lara Dutta                                                     |
| Clairol Herbal Essences Style      | - Messico - Letty Murray                                                 |

## Giudici della trasmissione televisiva
Le seguenti celebrità hanno fatto da giudici durante la serata finale:
- Tony Robbins – Trainer motivazionale.
- Catherine Bell – Attrice.
- André Leon Talley – Ex direttore di Vogue.
- Kim Alexis – Modella.
- Cristián de la Fuente – Attore.
- Debbie Allen – Coreografa
- Serena Altschul – Corrispondente per MTV.

## Concorrenti
- Angola - Eunice Manita
- Argentina - Andrea Nicastri
- Aruba - Tamara Scaroni
- Australia - Samantha Frost
- Bahamas - Mikala Moss
- Belgio - Joke van de Velde
- Belize - Shiemicka Richardson
- Bolivia - Yenny Vaca
- Botswana - Joyce Molemoeng
- Brasile - Josiane Kruliskoski
- Bulgaria - Magdalina Valtchenova
- Canada - Kim Yee
- Cile - Francesca Sovino
- Cina Taipei - Lei-Ann Chang
- Cipro - Christy Groutidou
- Colombia - Catalina Acosta
- Corea del Sud - Kim Young-joo
- Costa Rica - Laura Mata
- Croazia - Renata Lovrinčević[3]
- Danimarca - Heidi Meyer Vallentin
- Ecuador - Gabriela Cadena
- Egitto - Ranya El-Sayed
- El Salvador - Alexandra Rivas
- Estonia - Evelyn Mikomägi
- Filippine - Nina Ricci Alagao
- Finlandia - Suvi Miinala
- Francia - Sonia Rolland
- Germania - Sabrina Schepmann
- Ghana - Maame Esi Acquah
- Giamaica - Sapphire Longmore
- Giappone - Mayu Endo
- Grecia - Eleni Skafida
- Guam - Lisamarie Quinata
- Guatemala - Evelyn López
- Honduras - Flor Garcia
- Hong Kong - Sonija Kwok
- India - Lara Dutta
- Irlanda - Louise Doheny
- Isole Cayman - Mona Lisa Tatum
- Isole Vergini Britanniche - Tausha Vanterpool
- Israele - Nirit Bakshi
- Italia - Annalisa Guadalupi
- Jugoslavia - Lana Marić
- Libano - Norma Naoum
- Malaysia - Lynette Ludi
- Malta - Joelene Arpa
- Mauritius - Jenny Arthemidor
- Messico - Leticia Murray
- Namibia - Mia de Klerk
- Nigeria - Matilda Kerry
- Norvegia - Tonje Kristin Wøllo
- Nuova Zelanda - Tonia Peachey
- Paesi Bassi - Chantal van Roessel
- Panama - Analía Núñez
- Paraguay - Carolina Ramírez
- Perù - Veronica Rueckner
- Polonia - Emilia Raszynska
- Porto Rico - Zoraida Fonalledas
- Portogallo - Licinia Macedo
- Regno Unito - Louise Lakin
- Rep. Ceca - Jitka Kocurová
- Rep. Dominicana - Gilda Jovine
- Russia - Svetlana Goreva
- Singapore - Eunice Olsen
- Sint Maarten - Angelique Romou
- Slovacchia - Miroslava Kysucká
- Spagna - Helen Lindes
- Stati Uniti - Lynnette Cole
- Sudafrica - Heather Hamilton
- Svezia - Valerie Aflalo
- Svizzera - Anita Buri
- Thailandia - Kulthida Yenprasert
- Trinidad e Tobago - Heidi Rostant
- Turks e Caicos - Clintina Gibbs
- Ucraina - Natalie Shvachko
- Ungheria - Izabella Kiss
- Uruguay - Giovanna Piazza
- Venezuela - Claudia Moreno
- Zimbabwe - Corinne Crewe

## Trasmissioni internazionali
Alcuni canali televisivi al di fuori degli Stati Uniti d'America, come la NBC o Telemundo hanno trasmesso l'evento dal vivo nei rispettivi territori.
- Albania: RTV21
- Argentina: América 2
- Australia: Seven Network
- Austria: TW1
- Bahamas: ZNS-TV
- Bermuda: ZBM-TV
- Belgio: Star!
- Birmania: TV Myanmar
- Bolivia: Unitel
- Bulgaria: BNT 1
- Canada: CBC Television
- Cina: CCTV-1
- Cipro (paese ospitante): Cyprus Broadcasting Corporation
- Colombia: Caracol TV
- Corea del Sud: KBS1
- Costa Rica: Teletica
- Danimarca: Star! Scandinavia e Showtime Sceinavia
- Ecuador: Gama TV
- Egitto: MBC4
- El Salvador: TCS
- Emirati Arabi Uniti: MBC4
- Estonia: Star! e Viasat Baltics
- Filippine: RPN
- Finlandia: MTV3, Star! Scandinavia e Showtime Sceinavia
- Francia: Paris Première
- Germania: Das Vierte
- Giamaica: Ination TV
- Giappone: NHK
- Grecia: ANT1
- Honduras: Canal 11
- Hong Kong: TVB Pearl
- India: DD National
- Indonesia: Indosiar (ID)
- Irlanda: RTÉ One
- Islanda: Star! Scandinavia e Showtime Sceinavia
- Israele: Arutz 2
- Italia: Stream
- Lettonia: Star! e Viasat Baltics
- Libano: LBC e MBC4
- Malaysia: TV1
- Malta: TVM
- Messico: Televisa
- Namibia: NBC
- Nicaragua: Televicentro
- Norvegia: TV2
- Paesi Bassi: Star!
- Panama: Telemetro
- Perù: ATV
- Polonia: TVP2
- Porto Rico: WAPA-TV
- Portogallo: RTP1
- Regno Unito: BBC One
- Rep. Dominicana: Color Vision
- Romania: TVR1
- Russia: C1R (RU)
- Serbia: RTS
- Singapore: Television Corporation of Singapore
- Spagna: TVE1
- Stati Uniti: CBS
- Svezia: Star! Scandinavia e Showtime Sceinavia
- Svizzera: SF 1
- Taiwan: CTS
- Thailandia: Channel 7 (rete televisiva) (TH)
- Trinidad e Tobago: CCN TV6
- Turchia: NTV
- Ucraina: UT1
- Ungheria: m1
- Venezuela: Venevisión
- Vietnam: VTV1